# Чаа-Суур
Чаа-Суур (тув. Чаа-Суур) — село в Овюрского кожууне Республики Тыва. Административный центр и единственный населённый пункт Чаа-Суурского сумона. Находится в пограничной зоне.

## История
Прежнее название Арыг-Бажи («лесные дома» с тувинского).

## География
Село находится у р. Доргун.
Уличная сеть
ул. Гагарина, ул. Кончук Степан, ул. Ленина, ул. Мезил оол.
К селу административно относятся местечки (населённые пункты без статуса поселения) м. Ак-Хая, м. Байза, м. Берт-Шаараш, м. Буузе, м. Далай-Бажы, м. Доргун, 668132 м. Дус-Даг, м. Ирбитей, м. Ирбитей-Ужу, м. Иштии-Бел, м. Иштии-Бел-1, м. Иштии-Бел-2, м. Кадый-Бажы, м. Кара-Кожагар, м. Каттаг-Кара-Суг, м. Кок-Сайыр-Бажы, м. Куй-Одек, м. Куржаангы, м. Куу-Даг-Ужу, м. Кызыл-Хая, м. Оваалыг-Шат, м. Оргу, м. Оргу-Шол, м. Сарыг-Уя, м. Суг-Бажы, м. Суг-Шады, м. Хадын-Чарык, м. Хун-Корбес, м. Чангыс-Дыт, м. Чангыс-Терек, м. Чинге-Доргун, м. Чинге-Сайыр, м. Шолук-Хову.

## Население
| 2002 | 2010 | 2011 | 2012 | 2013 | 2014 | 2015 |
| ---- | ---- | ---- | ---- | ---- | ---- | ---- |
| 643  | ↘620 | ↘619 | ↘605 | ↗606 | ↘588 | ↗589 |
| 2016 | 2017 | 2018 | 2019 | 2020 | 2021 |      |
| ↘567 | ↗578 | ↗582 | ↘581 | ↘579 | ↗628 |      |

## Инфраструктура
Чаа-Суурская средняя общеобразовательная школа Овюрского кожууна имени Шарый-оол Владимира Чактар-ооловича
Детский сад «Аяс»
Дома культуры села Чаа-Суур
отделение почтовой связи села Чаа-Суур
Администрация села Чаа-Суур
Администрация сумона Чаа-Суур

## Транспорт
Автодорога местного значения.